# Lubartowski
Lubartowski là một huyện thuộc tỉnh Lubelskie của Ba Lan. Huyện có diện tích 1289 km². Đến ngày 1 tháng 1 năm 2011, dân số của huyện là 89610 người và mật độ 70 người/km².